# Снайперские винтовки Лобаева
Снайперские винтовки Лобаева — семейство современных российских снайперских винтовок Владислава Евгеньевича Лобаева.

## История производства
В сентябре 2010 года коллектив переехал исполнять контракт по запуску завода в ОАЭ. Причиной переезда называют столкновение интересов с ИжМашем, но подтверждённой информации не имеется. С 2011 года Владислав Лобаев успешно производит свои винтовки в ОАЭ, они уже приняты на вооружение в армии ОАЭ.
В середине 2013 года Владислав Лобаев вернулся в Россию и основал корпорацию «LOBAEV», в которую входят предприятия «Lobaev Hummer Barrels» и «Lobaev Arms», ООО «Конструкторское бюро интегрированных систем». Сейчас модельный ряд СВЛ насчитывает 7 основных моделей, а также ведутся разработки новых образцов.
СВЛ выпускаются в городе Тарусе частной компанией ООО «Конструкторское Бюро Интегрированных Систем» (владелец — В. Е. Лобаев) на оборудовании, импортированном из США.

## Разработка
Некоторые винтовки Лобаева считаются уникальными с точки зрения дальности и точности стрельбы. В 2015 году из кастомной СВЛК-14 «Сумрак» был установлен мировой рекорд — поражена цель на дистанции 3400 метров. В 2016 году команда собирается ставить новый рекорд и стрелять на дальность более четырех километров. Сегодня на Западе[уточнить] высокоточными принято считать винтовки с кучностью в одну угловую минуту (1 МОА — порядка трех сантиметров на сто метров). В ассортименте LOBAEV Arms семь винтовок с заявленной кучностью менее половины минуты, некоторые из них поражают цели на дистанции более двух километров.

## Путь стрелка
История компании началась в 2005 году, когда Лобаев с несколькими единомышленниками основал производство, а вернее — мастерскую по выпуску высокоточных винтовок. По словам бизнесмена, чтобы собрать начальный капитал, он продал свою квартиру.
В молодости Лобаев занимался спортивной стрельбой из пистолета, затем увлекся винтовкой. В конце 90-х, оказавшись в Америке, прошел стажировку в полицейском отряде специального назначения, начал пробовать себя в качестве конструктора, практикуясь в мастерских известных американских оружейников — Томаса «Спиди» Гонзалеса (Thomas «Speedy» Gonzales) и Клея Спенсера (Clay Spencer).
Благодаря известности в стрелковом сообществе и силовых структурах (Минобороны, внутренние войска, служба безопасности президента), по возвращении в Россию Лобаеву удалось получить лицензию Минпромторга на открытие оружейного производства. Сначала «Царь-пушка» собирала винтовки из импортных комплектующих, но к 2007 году освоила полный цикл производства.
В 2010 году компания приостановила работу в России — Минпромторг отказал в продлении лицензии. Предприниматель объясняет это происками влиятельных конкурентов, а на специализированных форумах встречались сообщения о том, что при масштабировании производства у «Царь-пушки» возникли проблемы с качеством продукции. Как бы то ни было, в том же 2010 году компания заключила договор с концерном TAWAZUN из ОАЭ, и коллектив практически в полном составе перебрался в Эмираты.
В 2013 году Лобаев возобновил производство в России, основав корпорацию LOBAEV. Обновленный бизнес позиционируется как холдинг из трех компаний: КБ интегрированных систем (КБИС) — основной разработчик стрелковых комплексов; LOBAEV Robotics, которая занимается проектированием и производством робототехнических комплексов и проектами, связанными с электроникой; торговый дом LOBAEV Arms. Коллектив холдинга — около 60 человек.

## Описание
Не представлена одной фиксированной моделью. Калибр и прочие характеристики данной винтовки меняются в зависимости от пожеланий заказчика.
Ствол выполнен из нержавеющей стали, винтовка оборудована планкой Пикатинни для крепления различных видов прицелов.
Винтовки отличаются чрезвычайно высокой кучностью, составляющей порядка 0,2 — 0,3 угловой минуты (MOA).

## Семейства и модификации

### СВЛ
СВЛ (Снайперская Винтовка Лобаева). Семейство дальнобойных снайперских винтовок с затворной группой King v.3.
- СВЛ — Снайперская винтовка Лобаева. В данный момент не выпускается.
- ОВЛ — Охотничья винтовка Лобаева. Используется как охотничье и спортивное оружие в виде гражданского аналога СВЛ. В данный момент не выпускается.
- СВЛК-14С «Сумрак» (SVLK-14S Twilight)[8] — Одна из основных моделей, которая является развитием модели 2009 года — винтовки, что выпускалась до переезда производства в ОАЭ. Построена вокруг затворной группы King v.3. Ресивер изготовлен из авиационного алюминия с резьбовой вставкой из высоколегированной коррозионно-стойкой стали. Затвор выполнен также из твёрдой коррозионно-стойкой стали. СВЛ модели К-14 S намеренно оставлена в однозарядном варианте для обеспечения нужной жёсткости ресивера, необходимой при сверхдальней стрельбе, а также модульности и сменности калибров (затворы с личинками: Cheytac, Supermagnum, Magnum). Новая модель имеет усиленный, по сравнению с прошлыми версиями, многослойный «сэндвич» из углепластика, кевлара и стекловолокна, и, в отличие от прежних версий ложи, специально рассчитана на использование с таким мощным боеприпасом, как Cheytac. Также, для большего усиления конструкции, в ложу встроено длинное алюминиевое шасси определённой формы. Механизм щеки был изменён на более удобный для стрелка вариант. Матчевый ствол LOBAEV Hummer Barrels.[9] Изготовляется из отечественных материалов[10]. Заявлено о подготовке винтовки к мировому рекорду на стрельбу 3400 м и дальше[10]. В СМИ появились сообщения, что на специально изготовленном образце была достигнута рекордная дальность стрельбы в 4170, а затем и 4210 метров[11]. Длина ствола — 900 мм. Калибр — .408CT. Максимальная эффективная дальность — 2500+ м.
- СВЛК-14М (SVLK-14M)[12] — Модификация 2015 года, магазинная версия винтовки СВЛК-14, ёмкость магазина — 5 патронов.

### DXL
Семейство дальнобойных магазинных винтовок с затворной группой DUKE.
- DXL-2 «Скальпель»[13] — Основное отличие от модели DXL-3, это укороченная на 30 мм затворная группа DUKESS — развитие группы KING[14]. Длина ствола в различных исполнениях варируется от 600 до 710 мм. Калибр — .308 Win / 6,5×47 Lapua / 6,5-284 Win. Ёмкость магазина — 5 патронов. Максимальная эффективная дальность — 1200 м (6,5-284 Win).
- DXL-3 «Возмездие»[15] — Построена вокруг магазинной затворной группы DUKE — развитие группы KING. Основной материал — алюминий[16]. Длина ствола 740 мм. Калибр — .338 Lapua Magnum. Ёмкость магазина — 5 патронов. Максимальная эффективная дальность — 1800 м.
- DXL-4 «Севастополь»[17] — Развитие семейства DXL 2016 года, сверхдальнобойная контрснайперская винтовка с увеличенной длиной ствола (780 мм). Калибр — .408CT / .375CT. Ёмкость магазина — 5 патронов. Спортивный вариант для гражданского рынка — однозарядная винтовка DXL-4 S. Максимальная эффективная дальность — 2300 м.
- DXL-5 «Опустошитель» — Винтовка серии DXL калибра 12.7x108 или .50BMG (12.7x99). Имеет длину ствола 820 мм ии вес 13 кг.

### ТСВЛ
ТСВЛ (Тактическая Снайперская Винтовка Лобаева). Семейство тактических винтовок с затворной группой COUNT.
- ТСВЛ-8 «Сталинград»[18] — Тактическая снайперская винтовка Лобаева. Имеет скелетонную конструкцию построенную при использовании шасси. Магазинная затворная группа COUNT лежит на небольшом алюминиевом шасси и компаунде. ТСВЛ-8 снабжена складным прикладом для портативности[19]. Длина ствола — 680 мм и 740 мм. Калибр — .338 Lapua Magnum. Ёмкость магазина — 5 патронов. Максимальная эффективная дальность — 1600 м.
- ТСВЛ-10 (TSVL-10) — Построена вокруг магазинной затворной группы COUNT. Самостоятельная ветка в развитии винтовки ТСВЛ. Также снабжена складным прикладом[20].

### ДВЛ
ДВЛ (Диверсионная Винтовка Лобаева). Семейство лёгких тактических винтовок с затворной группой COUNT.
- ДВЛ-10 (SS-113) — Ранняя модификация бесшумной винтовки 2010 года под патрон 8,6×39 мм. В ОАЭ выпускалась под индексом SS-113.
- ДВЛ-10 М1 «Диверсант» (DVL-10 Saboteur)[21] — Модульная тактическая лёгкая снайперская винтовка для бесшумной стрельбы. Данная модель является развитием разработки «Царь-Пушки» 2009 года. Построена вокруг магазинной затворной группы COUNT. В отличие от остальных моделей, предназначена для использования дозвуковых патронов собственной разработки .40 Lobaev Whisper. ДВЛ предлагается также в гражданской версии (с индексом «C») под обычные сверхзвуковые патроны[22]. Длина ствола — 400 мм и 500 мм. Калибр — .40 Lobaev Whisper / .308 Win / .338 Federal[23]. Вес 4,8 кг. Ёмкость магазина — 5 и 10 патронов. Максимальная эффективная дальность: тактическая винтовка — 600 м, гражданская винтовка — 1000 м.
- ДВЛ-10 М2 «Урбана» (DVL-10 M2 Urbana)[24] — Тактическая снайперская винтовка 2016 года. Является модификацией ДВЛ-10, специализированной для ведения боёв в городе. Длина ствола — 550 мм и 600 мм. Калибр — .308 Win / .338 Federal / 6,5×47 Lapua. Вес — 5,2 кг[25]. Ёмкость магазина — 5 и 10 патронов. Максимальная эффективная дальность — 1300 м. В базовой комплектации не оснащена ПБС.

## Страны-эксплуатанты
- Россия — СВЛ стоит на вооружении службы безопасности президента РФ[7]. Экспертами предлагалась к использованию в качестве устанавливаемого на бронетехнике высокоточного оружия[26].
- ОАЭ — После 2010 производится в ОАЭ под наименованием TADS KS-11[27]. В конце 2013 года, после окончания контракта с компанией в ОАЭ по запуску завода, коллектив возобновил свою деятельность в России.

## Спорт
3 октября 2017 года из винтовки СВЛК-14 «Сумрак» был поставлен мировой рекорд по дальности точного выстрела. На дальности 4210 метров российским стрелком Андреем Рябинским была поражена квадратная мишень размером 1×1 метр.
26 ноября 2019 года россиянин Сергей Шмаков установил новый мировой рекорд по дальности ночного выстрела. Стрелок уложил группу из пяти выстрелов в мишень размером 60×60 см. Дальность до мишени составляла 2000 метров. Использовалась пассивная ночная оптика (без подсветки).
Для установления рекорда был применён полностью российский стрелковый комплекс в составе снайперской винтовки СВЛК-14 «Сумрак» от Lobaev Arms и ночного прицела компании «Дедал». Винтовка СВЛК-14 «Сумрак» была в калибре .408 CheyTac (10,3 мм).

## Изображения

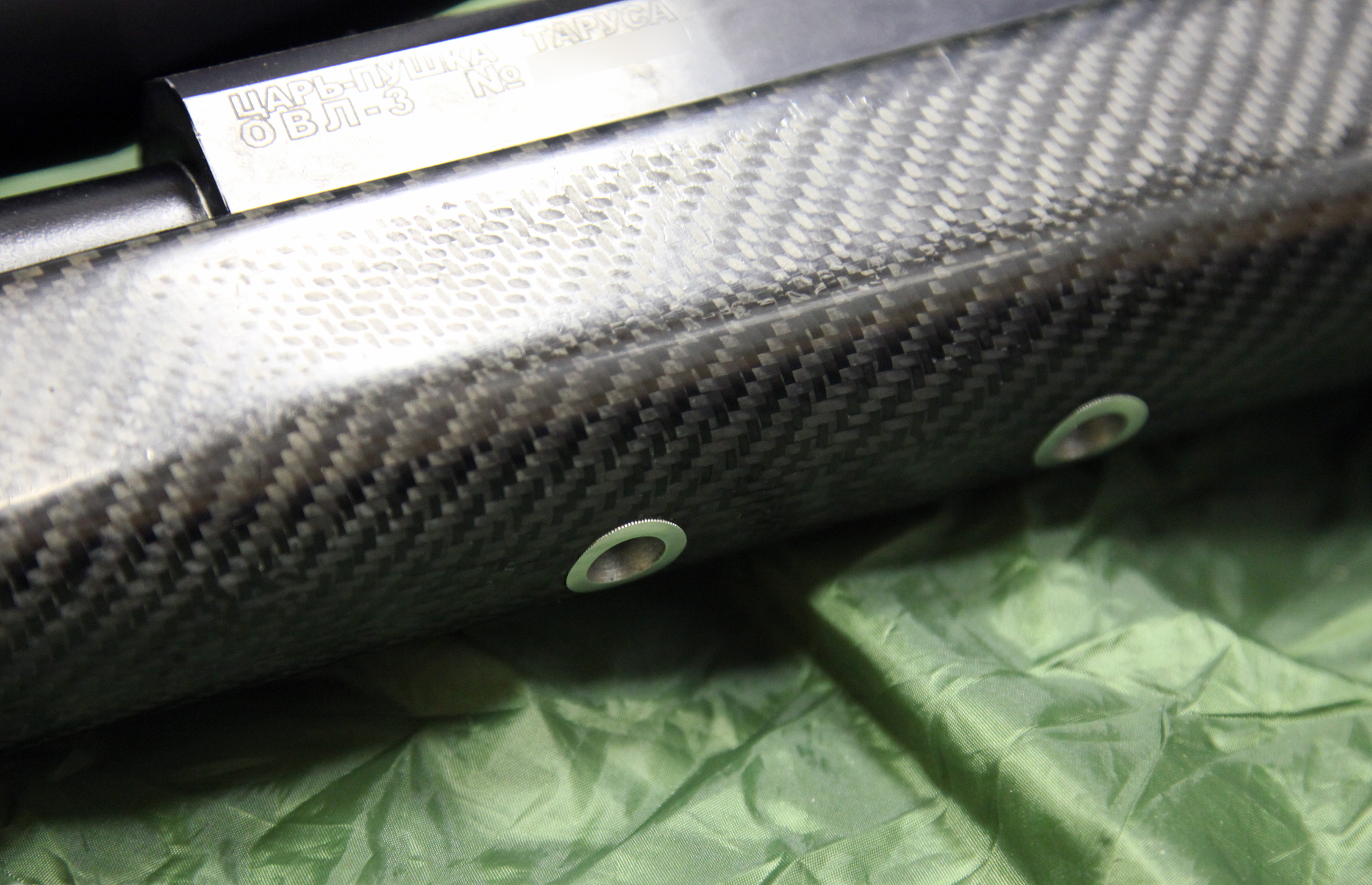
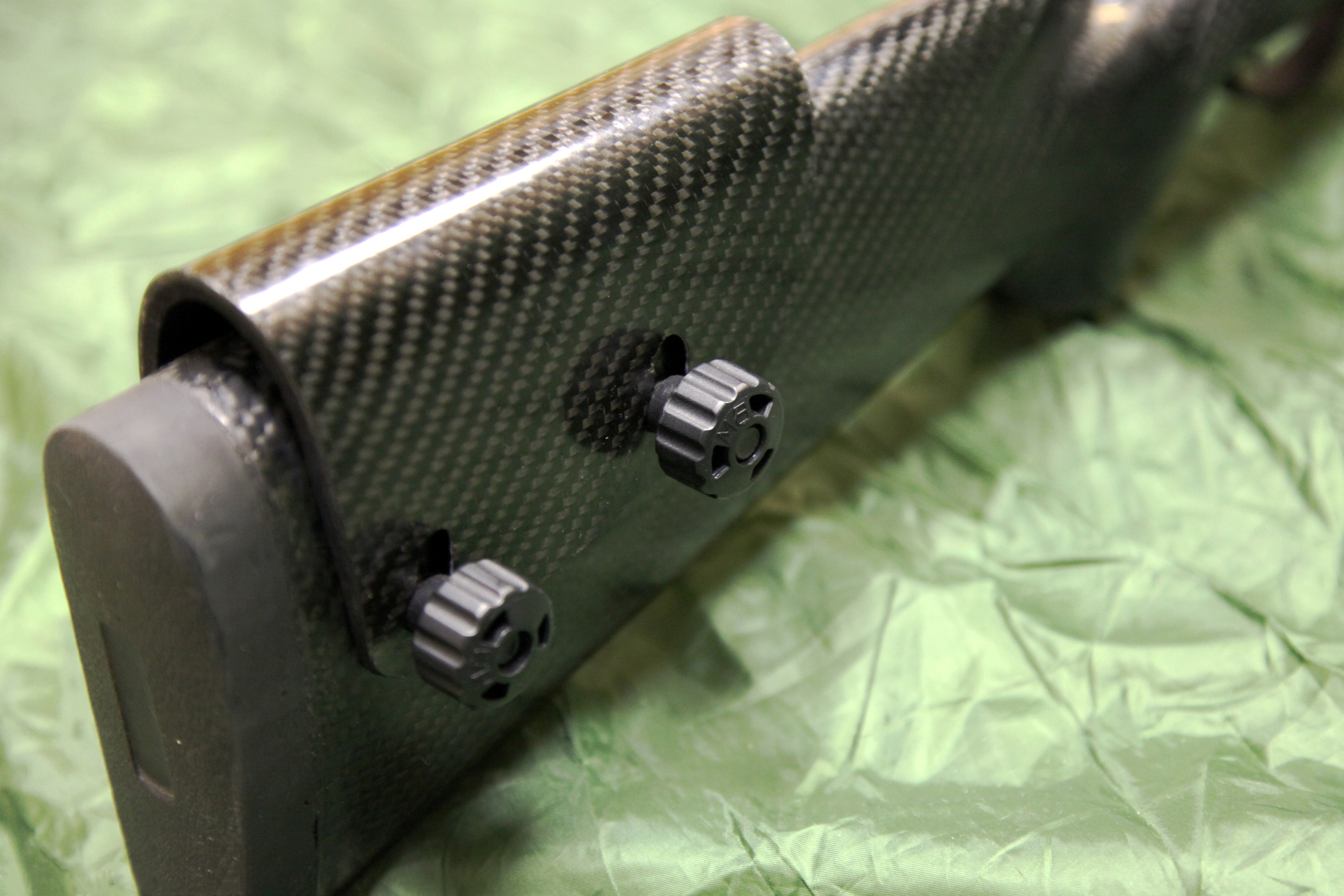
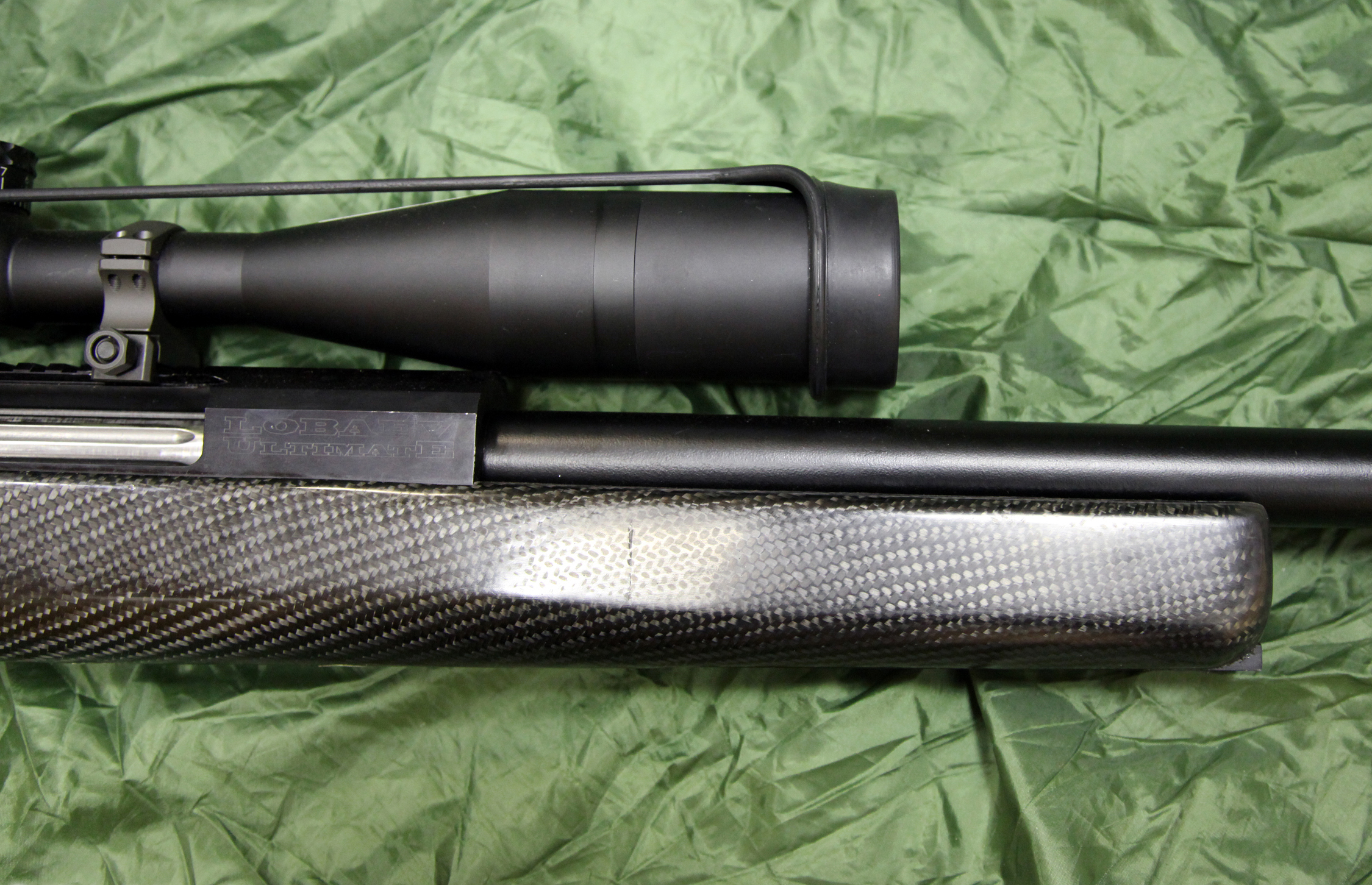
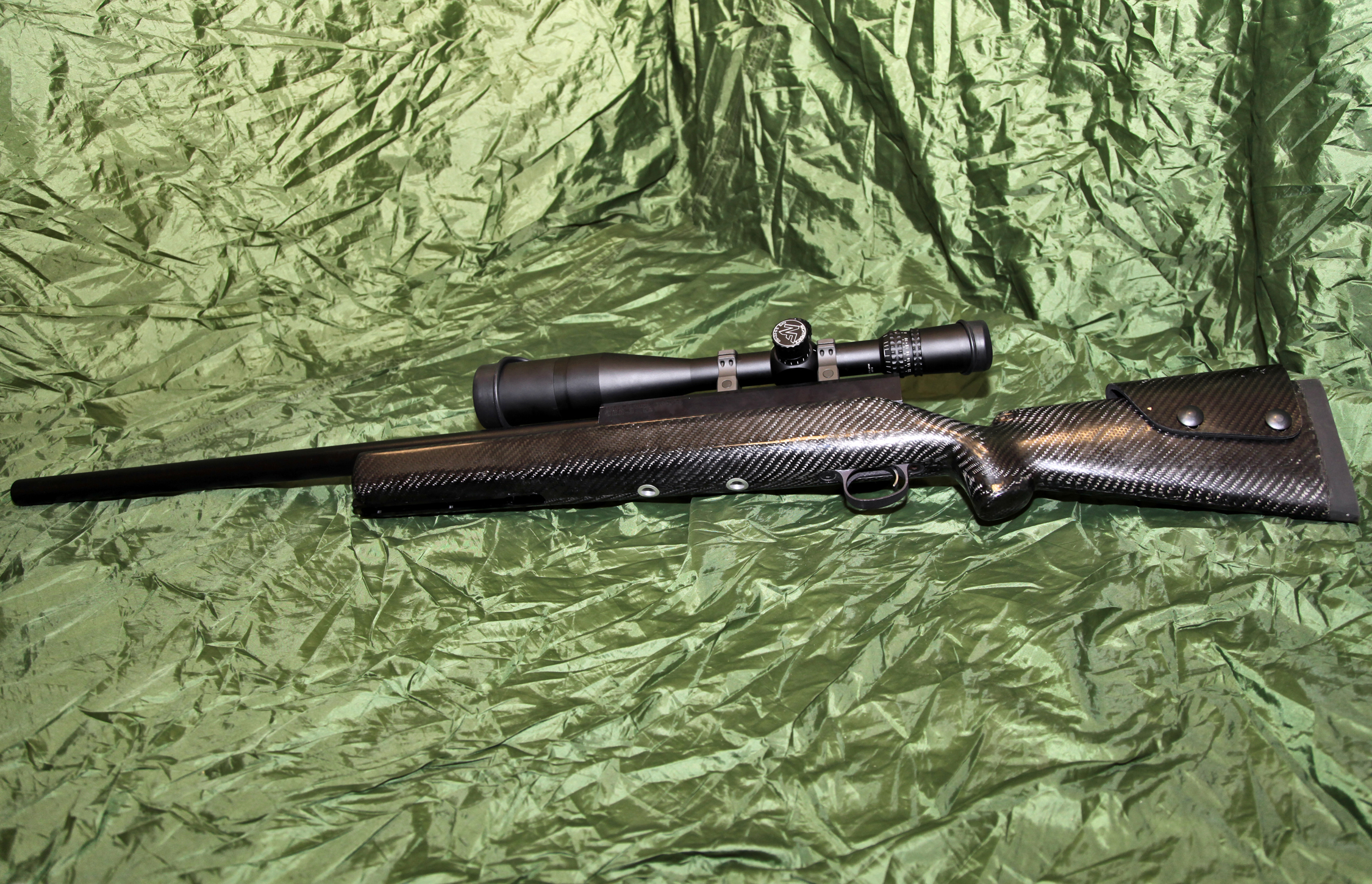
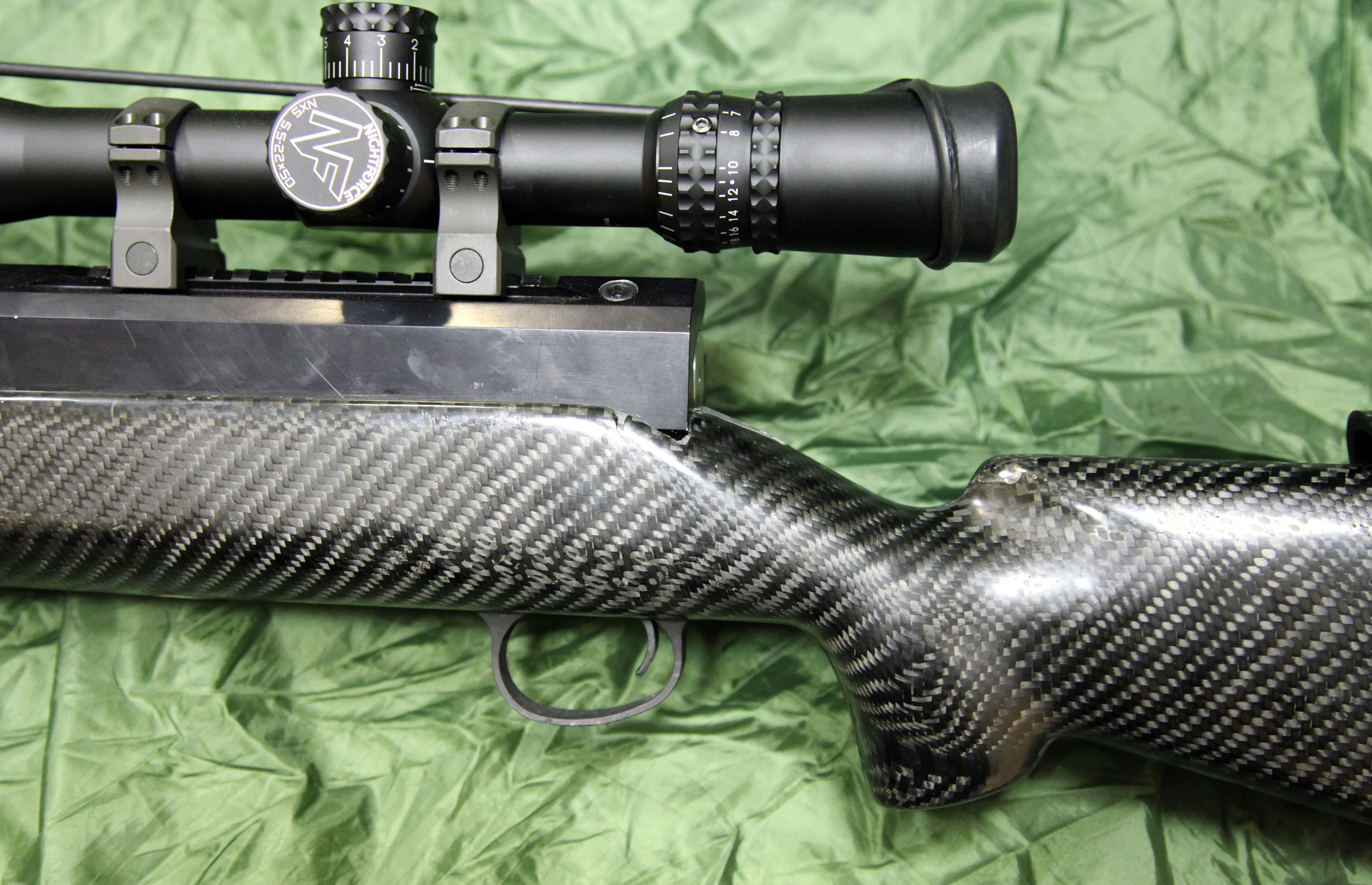
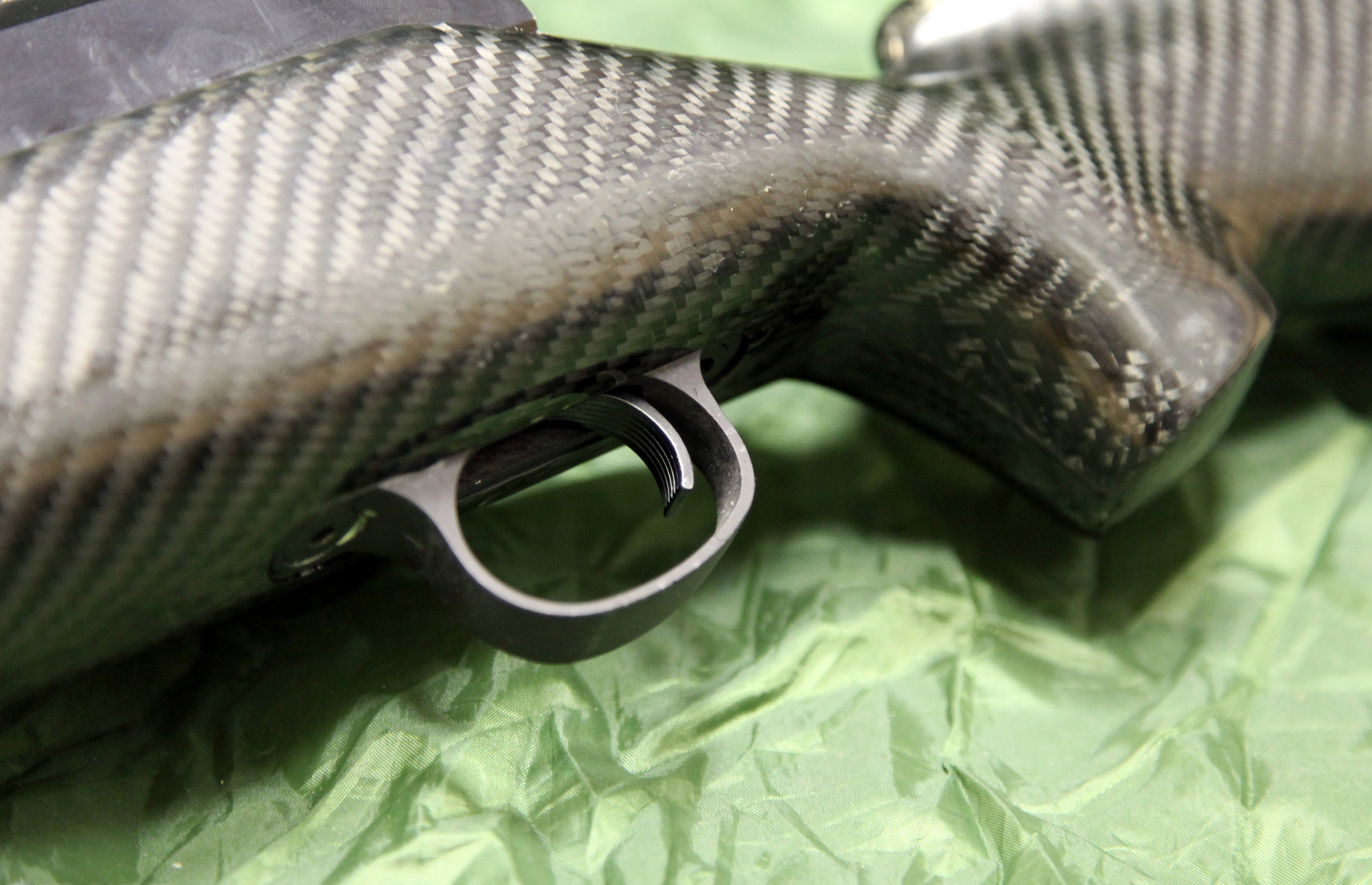